# Белгородско-Обоянская епархия УПЦ КП
Белгородская-Обоянская епархия — епархия неканонической Украинской православной церкви Киевского патриархата (УПЦ КП) (в 2018—2019 годах входила в состав Православной церкви Украины), охватывает части Белгородской и Курской областей Российской Федерации. Епархиальный центр — посёлок городского типа Маслова Пристань Шебекинского района Белгородской области. Правящий архиерей — митрополит Иоасаф (Шибаев), постоянный член Священного синода Киевского патриархата. Викарный архиерей — епископ Валуйский Петр (Москалёв).

## История епархии
В конце 1994 года бывший клирик Московского патриархата игумен Иоасаф (Шибаев), который в 1991 году перешёл в РПЦЗ, но не смог там добиться рукоположения в сан епископа, перешёл в Киевский патриархат (лишён сана в 1997 году).
19 февраля 1995 года в Киеве он был рукоположён во епископа Белгородского и Обоянского Украинской православной церкви Киевского патриархата (УПЦ КП). 19 октября 1995 года УПЦ КП образовала на территории России Белгородско-Обоянскую епархию, которой с тех пор руководит митрополит Иоасаф (Шибаев).
15 декабря 2018 года состоялся Объединительный собор, где была создана Православная церковь Украины, в которую вошли самораспустившиеся перед началом собора Украинская православная церковь Киевского патриархата и Украинская автокефальная православная церковь.

## Современное состояние
На 2010 год епархия насчитывала 5 приходов (Белгород, Старый Оскол, Шебекино, Валуйки, Маслова Пристань). «Группы и небольшие общины УПЦ КП, связанные с митрополитом Иоасафом, есть также на Юге (к примеру, в Туапсе), а также в других областях Центральной России. Особых миссионерских программ у епархии нет, однако приходы регулярно осуществляют благотворительные акции». Помимо Иоасафа (Шибаева), клир епархии насчитывал одного викарного епископа, четырёх священников и двух диаконов.
Де-юре зарегистрированы два прихода (в Шебекино и Масловой Пристани), действует монастырь Благовещения Пресвятой Богородицы, который находится в посёлке городского типа Маслова Пристань (улица Гагарина, 6).